# 维亚洛瓦洞
维亚洛瓦洞（俄语：пещера Вялова）是克里米亚恰特尔山下高原的一个洞穴。它还有一个'旧'名称：Togerik-Alan-Hosar（Тогерик-Алан-Хосар）。
洞穴的垂直入口深度为31米，深度约为16米时逐渐转变为陡峭（几乎垂直）的竖井。洞穴的总深度为124米。该洞穴属于维亚洛夫洞穴系统。
洞穴以俄罗斯的洞穴学家维亚洛夫命名。

## 维亚洛夫洞穴系统
维亚洛夫洞穴系统是一个由3个位于克里米亚恰特尔山下平原的洞穴组成的洞穴系统。
该系统的3个洞穴（3个入口）为：乌春竹洞、维亚洛夫洞和山体滑坡洞。